# Jan Karafiát
Jan Karafiát est un gymnaste artistique tchécoslovaque.

## Carrière
Jan Karafiát est médaillé d'or au cheval d'arçons et par équipes aux Championnats du monde de gymnastique artistique 1926 à Lyon.